# Atractus latifrons
Espèce
Synonymes
- Geophis latifrons Günther, 1868

Atractus latifrons est une espèce de serpents de la famille des Dipsadidae.

## Répartition
Cette espèce se rencontre :
- en Colombie dans le département d'Amazonas ;
- au Pérou dans la région de Loreto ;
- en Bolivie dans les départements de Beni et de Santa Cruz ;
- au Brésil dans les États d'Amazonas, du Pará et du Rondônia ;
- en Guyane.

## Publication originale
- Günther, 1868 : Sixth account of new species of snakes in the collection of the British Museum. Annals and Magazine of Natural History, sér. 4, vol. 1, p. 413-429 (texte intégral).